# Benjamín Castillo Plascencia
Benjamín Castillo Plascencia (Ixtlahuacan del Río, Jalisco, el 9 de septiembre de 1945 - ) es un Obispo mexicano, que fue nombrado por el Papa Juan Pablo II, XII Obispo de Tabasco el 8 de febrero de 2003 y hasta el 29 de abril de 2010 en que fue nombrado por el  Papa Benedicto XVI Obispo de Celaya, Guanajuato.

## Primeros años
Nació el 9 de septiembre de 1945 en Ixtlahuacan del Río, Jalisco, siendo el segundo de una familia de nueve hermanos. Hijo de Benjamín Castillo Reza y de María de Jesús Plascencia. La familia Castillo Plascencia tuvo que emigrar a la población de Ahualulco del Mercado, Jalisco cuando Benjamín tenía tres años de edad y cuando cumplió los ocho ya vivían en Arandas, Jalisco.
Tiempo después ante la preocupación de que Benjamín recibiera una buena educación, fue enviado a casa de sus abuelos, en el barrio de Santa Teresita en la ciudad de Guadalajara, Jalisco, para terminar sus estudios de primaria, mientras sus padres permanecieron en Arandas.
Ingresó al Seminario Diocesano de Guadalajara en junio de 1959, después de haber concluido la primaria. Realizó su año de servicio o magisterio en Lagos de Moreno, Jalisco, en el Instituto Laguense. El diaconado se le confirió el 14 de abril de 1973, en la Iglesia Catedral de Guadalajara, por parte del Cardenal José Salazar López. Fue destinado a la parroquia de Tula, Hidalgo. Fue ordenado sacerdote el 14 de abril de 1974 por el mismo Cardenal José Salazar López.

## Servicios sacerdotales
Sus servicios sacerdotales los presto en Juchipila, Zacatecas, Cuitzeo, Jalisco, Atemajac del Valle y en la capellanía de san Sebastián de Analco. Además trabajó por dos años en la diócesis de Tabasco, siendo nombrado Párroco de la Parroquia de "San José", en Ciudad Pemex, Macuspana, Tabasco, por  Rafael García González, quien en ese entonces era X Obispo de Tabasco.
El 23 de diciembre de 1983 fue enviado a España, para estudiar teología catequística, donde estuvo dos años y obtuvo el grado de Bachiller por la Universidad de Comillas, y el grado de Licenciado por la Universidad Pontificia de Salamanca. A su regreso, fue profesor en el Seminario de Guadalajara.
A nivel diocesano en la Arquidiócesis, fue responsable de los Movimientos Laicales de la Sección de Catequesis, Secretario Adjunto de la Vicaria de Pastoral, y luego vicario Interino de Pastoral, cargo que desempeñaba hasta que fue nombrado Obispo Auxiliar de Guadalajara por Papa Juan Pablo II el 18 de noviembre de 1999 y ordenado el 8 de enero del 2000, por el Cardenal Juan Sandoval Iñiguez, Arzobispo de Guadalajara, acompañado del Arzobispo Justo Mullor García, Nuncio Apostólico en México, y Javier Navarro Rodríguez, obispo de San Juan de los Lagos.

## Obispo de Tabasco
El día 8 de febrero de 2003, el Papa Juan Pablo II, lo designó XII Obispo de la diócesis de Tabasco, siendo Nuncio Apostólico en México Giuseppe Bertello.
El martes 8 de abril del mismo año, a las 11:30 de la mañana arribó a la Ciudad Episcopal de Villahermosa y a las 6 de la tarde en el Teatro al aire libre del Parque Tabasco tomó posesión canónica de la diócesis de Tabasco, acompañado por el Nuncio Apostólico, varios Señores Obispos, el Presbiterio Diocesano y miles de fieles católicos que se dieron cita para recibir al XII Obispo de Tabasco.

## Obispo de Celaya
El 29 de abril del 2010 el Papa Benedicto XVI lo designó como Obispo de la diócesis de Celaya, para donde partió encargándose también de los asuntos administrativos de la diócesis de Tabasco hasta el 10 de diciembre de ese año, en que fue designado Gerardo de Jesús Rojas López como el XIII Obispo de Tabasco.
Actualmente renunció a su gobierno eclesiástico como obispo de la diócesis de Celaya tomando su lugar Víctor Alejandro Aguilar Ledesma